# Cecil Farris Bryant
Cecil Farris Bryant (ur. 26 lipca 1914 w hrabstwie Marion, zm. 1 marca 2002 w Jacksonville) – amerykański polityk, działacz Partii Demokratycznej.

## Życiorys
Karierę polityczną (przedtem pracował jako kontroler stanowy) rozpoczął w 1942, kiedy to wybrano go w skład stanowej Izby Reprezentantów na Florydzie. Wkrótce jednak zrezygnował z mandatu i wstąpił do marynarki wojennej (służył w niej na północnym Atlantyku, Pacyfiku i Morzu Śródziemnym). W 1946 ponownie wybrano go do legislatury, gdzie zasiadał do 1956 (od 1953 był spikerem).
W wyborach 1960 wybrano go gubernatorem stanu (objął urząd 3 stycznia 1961). Bryant kontynuował politykę swego poprzednika T. LeRoy Collinsa w dziedzinie reformy edukacji (budowa nowych szkół). Za jego kadencji wykonano też ostatni wyrok śmierci na Florydzie do zawieszenia wykonywania kary śmierci w 1967. Bryant został ponownie wybrany w 1962 i zasiadał w fotelu gubernatora do stycznia 1965.
Po opuszczeniu stanowiska został mianowany przez prezydenta Lyndona B. Johnsona członkiem Rady Bezpieczeństwa Narodowego i biura ds. sytuacji nadzwyczajnych w Białym Domu. W 1970 bez powodzenia ubiegał się o mandat senatora. Zmarł w Jacksonville, gdzie praktykował jako adwokat.